# Phymatostetha perspicillaris
Phymatostetha perspicillaris är en insektsart som först beskrevs av White 1845.  Phymatostetha perspicillaris ingår i släktet Phymatostetha och familjen spottstritar. Inga underarter finns listade i Catalogue of Life.